# Evaristo Carriego (saggio)
Evaristo Carriego è la biografia del poeta argentino Evaristo Carriego (1883-1912) scritta da Jorge Luis Borges nel 1930.

## Edizioni italiane
- Evaristo Carriego, trad. di Vanna Brocca, Milano, Palazzi, 1970.
- Evaristo Carriego, Collana Nuovi Coralli n.32, Torino, Einaudi, 1972; nuova ed. a cura di Paolo Collo e Jaime Riera Rehren, Collana Tascabili. Letteratura n.645, Torino, Einaudi, 1999, ISBN 88-06-151-92-4.